# Angela Alupei
Angela Tamaș-Alupei (* 1. Mai 1972 in Bacău, Kreis Bacău) ist eine ehemalige rumänische Ruderin.
An der Universität George Bacovia Bacău studierte sie Sport. Alupei nahm erstmals an den Olympischen Spielen 1996 in Atlanta teil, wo sie im Doppelvierer antrat, aber nur den zehnten Platz erreichte. Bei den Olympischen Spielen 2000 in Sydney und 2004 in Athen gewann sie dagegen jeweils im Doppelzweier die Goldmedaille. 2005 beendete sie ihre internationale Karriere.